# Brödåkra
Brödåkra är en bebyggelse i Sireköpinge socken i Svalövs kommun i Skåne län. SCB avgränsar här en småort sedan 2020.